# 自主制作コンテンツ出版管理機構
株式会社自主制作コンテンツ出版管理機構（じしゅせいさくコンテンツしゅっぱんかんりきこう、英: UGC Publishing, Inc.）は、VOCALOIDで制作された楽曲をはじめとした自主制作コンテンツ、および関連コンテンツの利用開発とその著作権管理を行うため、ヤマハ株式会社の委託を受けビープラッツ株式会社の出資により設立された。
通称、VOCALOID MUSIC PUBLISHING。

## 沿革
- 2011年4月1日 - 設立
- 2015年3月31日 - 事業終了